# Robin Stenuit
Robin Stenuit (Ottignies-Louvain-la-Neuve, 16 de juny de 1990) és un ciclista belga, professional des del 2011. Actualment corre a l'equip Wanty-Groupe Gobert.

## Palmarès
- 2015
  - 1r al Gran Premi de la vila de Nogent-sur-Oise
  - 1r al Memorial Philippe Van Coningsloo
  - 1r a la Copa Sels
  - 1r al Gran Premi dels Comerciants de Templeuve
  - Vencedor d'una etapa al Tour de Gironda